# 菅沼村 (愛知県)
菅沼村（すがぬまむら）は、愛知県南設楽郡にかつて存在した村。
現在の新城市（旧・作手村）の一部（作手菅沼・作手善夫・作手木和田・作手守義など）に該当する。

## 歴史
- 1878年（明治11年） - 御領村、道貝津村、小田村が合併し、守義村となる。
- 1889年（明治22年）10月1日 - 菅沼村、善夫村、木和田村、守義村が合併し、菅沼村が発足。
- 1906年（明治39年）5月1日 - 巴村、田原村、高松村、田代村、杉平村、保永村、荒原村、大和田村と合併し、作手村が発足。同日菅沼村は廃止。